# Trocadéro (théâtre)
Pour les articles homonymes, voir Trocadéro.
 (janvier 2015).
Si vous disposez d'ouvrages ou d'articles de référence ou si vous connaissez des sites web de qualité traitant du thème abordé ici, merci de compléter l'article en donnant les références utiles à sa vérifiabilité et en les liant à la section « Notes et références ».
Le Trocadéro est un théâtre belge situé rue Lulay-des-Fèbvres à Liège. C'est le plus parisien des cabarets liégeois et le dernier théâtre qui présente le concept de revue (genre théâtral qui associe musique, danse et sketches qui font la satire de personnes contemporaines, de l'actualité ou de la littérature) en Wallonie.

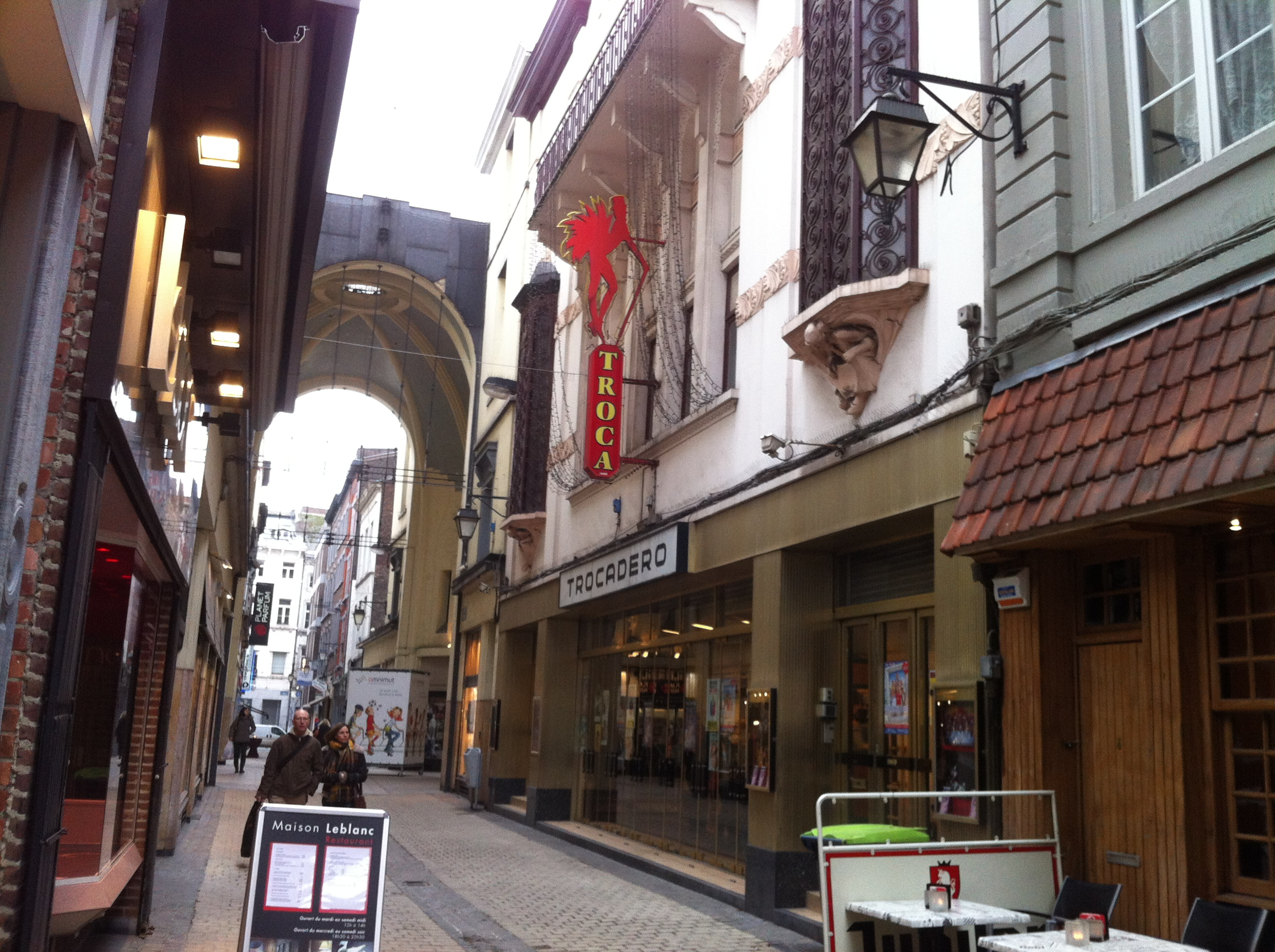
L'entrée rue Lulay-des-Fèbvres

C'est également un théâtre privé qui fonctionne sans le moindre subside public.
Le théâtre est connu pour ses nombreuses revues mais il accueille également des comédiens, des humoristes et des concerts chaque année.

## Historique

### La salle de L'Eden-Strasbourg
Le premier établissement ouvert[Quand ?] où se trouve l’actuel « Trocadéro », s’appelait  le « Strass » (ou plus exactement l’« Eden-Strasbourg »). Il était dirigé par un verviétois nommé Cerfont[réf. souhaitée]. Meuron, l’auteur des « Cramignons liégeois », en fut également directeur. Le Strass était un café concert qui plus tard devint un music-hall.
Il connut quelques épisodes malheureux. Une danseuse y fut tuée par un officier jaloux et, peu de temps après, les étudiants mettaient le café à sac, en guise de représailles, parce qu’un des leurs y avait été battu.
En 1897, on y présentait la revue « Liège-Express » de Jean Bury.
Dans une publication « Li Spritche », datant de 1898, on retrouve le sixain publicitaire suivant :

« A Strass, èl rowe Lulay (Au Strass, rue Lulay)
On s’distrêye, on s’y plait (on s’y distrait, on s’y plaît)
S’on vout passer s’dimègne, (Si l’on veut passer un dimanche)
Sins s’plainde èt sins fér l’hègne (Sans se plaindre et sans faire la grimace)
Qu’on court èl rowe Lulay (Que l’on court dans la rue Lulay)
A Strass, là widde qu’on s’plait (Au strass, là où l’on se plaît) »

### Le Théâtre de la Renaissance
Le 1er février 1903, le directeur du théâtre royal du Gymnase (devenu le Théâtre de Liège), Jean Florent Van Missiel, loue l’immeuble avec promesse de vente après cinq ans (concrétisée en 1908). Il fait reconstruire le bâtiment pour en faire une salle de spectacle, la « Renaissance ». La salle, à ossature entièrement métallique, est édifiée d'après des plans de l'ingénieur-architecte Paul Tombeur datés du 30 mai 1903. L'autorisation de bâtir est délivrée le 21 mars 1904. Les journaux de l’époque révèlent que Caroline Otero joue Rêve d’Opium, la pièce qu’elle avait créé à Paris.
Des spectacles de revue sont également présentés tels que :  Mam’zelle Sourire, La Brigande, Rose Pompom, La Manolita, La Noce de Grivolet…
Un comédien du théâtre du Gymnase, Préval, promu directeur exploita aussi le répertoire des salles en vogue à Paris et engagea des artistes de renom comme Armand Beauval, René Vermandèle, Jane Oryan, Jane Dyt...
La renaissance sombra à l’aube de la guerre 14-18, à la suite de la fuite de l’impresario de « La Belle de New York », une revue qui ruina de fond en comble le directeur Préval, qui dut fermer boutique et  il devint ensuite le directeur des Tournées Baret.
En 1915, le théâtre prend un nouvel essor, grâce à la famille Roos, père et fils, qui achètent l’immeuble le 27 septembre 1917. Gageure pour les nouveaux directeurs, en pleine guerre, ils décident de jouer tous les jours de la semaine alors qu’auparavant les représentations n’étaient que bi-hebdomadaires. La Renaissance devint le Trocadéro.

### L'incendie du Trocadéro de 1926
Le lundi 27 juin 1926, à la suite d'une vengeance de l’électricien du théâtre, un incendie ravage la salle et la troupe bénéficie ensuite de l’hospitalité du Gymnase. Quatre mois plus tard, le théâtre était restauré, sa façade reconstruite d'après les plans de l'architecte Maurice Devignée dans un style Art déco en vogue à l'époque. La réouverture eut lieu le premier octobre 1926.

### Les opérettes bilingues
Le 30 septembre 1929, l’ASBL Ciné-Théâtre-Trocadéro achetait l’immeuble à la famille Roos. La direction était confiée à Emile Lhoest.
Sous sa direction en 1933, débutèrent les opérettes bilingues qui furent des succès fulgurants : 
- L'amour tchante à Tchanturlète
- Le Chauffeur de Madame
- Lli Danseuse Espagnole
- Si Prumi Bal : encore joué, en 2013, au Trocadéro de Liège par les Comédiens Wallons.
- Påvion d'amoûr
- Quand l'rédjumint passe : opérette dans laquelle Lambert Lemaire imagina le personnage de Titine créé par Henriette Brenu, personnage qu’elle devait conserver par la suite dans les revues tout au long de sa brillante carrière au Trocadéro plus de septante ans.

### À l'époque de Lambert Lemaire
En 1946, Lambert Lemaire, auteur wallon, entre au Trocadéro. C'est en 1960 qu'il décide d'acheter le théâtre avec son épouse, Louise Mawet. Avec Paul Depas, il écrira des opérettes et de revues qui feront le succès du théâtre du Trocadéro. Ceux qui ont connu Henriette Brenu et Jacques Ronvaux s'en souviennent encore. Les spectacles et évènements se succèdent à un rythme époustouflant dans ce théâtre à l'italienne mettant en valeur des revues particulièrement prisées. On y organisa aussi des spectacles de lutte gréco-romaine ou des tournois de boxes, mais également des soirées wallonnes et des cabarets franco-wallons.
Le 24 juillet 1965, un nouvel incendie, accidentel cette fois, éclatait au théâtre, ravageant la scène. Les travaux nécessaires furent immédiatement entrepris et la saison théâtrale put débuter sans retard à la mi-septembre.
Le Trocadéro accueille les Comédiens Associés de Janine Robiane et Andrée Goffinet. Cette troupe constituée dès la disparition du Gymnase présente des comédies de boulevard. Le théâtre reçoit également les Comédiens Wallons.

### Juliette Lemaire, la «Grande Dame du Troca»
En 1966, Juliette Lemaire, la fille de Lambert Lemaire et de Louise Mawet, crée son atelier de couture. Elle aidait son père à la bonne marche du théâtre avec son frère, Jacques. Il n’était d’ailleurs pas rare de la voir à la caisse, mais aussi comme ouvreuse ou encore derrière le comptoir de la cafétéria lors des entractes.
En 1980, à la mort de son père, Juliette Lemaire prend la direction du théâtre avec son frère. Leur duo fut de courte durée et Juliette reprend très vite seule les rênes de cette bonbonnière liégeoise. Elle a été également soutenue par son compagnon, Georges Spineux et surtout par son grand ami, celui qui fut comme un père pour elle dans sa vie au théâtre : Emile Sullon (revuiste, auteur, compositeur et chef d'orchestre bien connu du milieu du spectacle).
Juliette Lemaire scinde le Trocadéro en deux sociétés bien distinctes : d'une part la « s.a Troca », en ce qui concerne le bâtiment et, d'autre part la « sprl Trocadéro » en ce qui concerne l'exploitation du lieu, l'accueil des spectacles extérieurs et la création de revue , le tout, pour un petit loyer pour assurer la pérennisation des activités du théâtre.
À la suite de sa séparation avec Georges Spineux, Juliette Lemaire se retrouve seule à la direction de cette entreprise et associe son fils, Michel Depas, à la gestion et à la direction du théâtre. Très vite, un premier litige apparait entre la mère et le fils. Michel Depas fait valoir ses droits et obtient la moitié des parts de la s.a Troca (aujourd'hui, devenue la sprl Trocadero Immo) alors que Juliette Lemaire avait toujours été l'unique exploitante des deux sociétés et possédait l'intégralité des parts.

### Lors du décès de Juliette Lemaire
Au vu de tous les conflits existants avec son fils quant à l'avenir de son théâtre et rattrapée par la maladie, Juliette Lemaire prend ses dispositions pour sa succession et désigne son petit fils, Jérôme Depas, comme héritier et successeur pour le théâtre. Son fils, quant à lui, reçoit la totalité de tous ses autres biens immobiliers et mobiliers.
A son décès le 14 novembre 2006, Jérôme a 14 ans. Le théâtre vient de fêter son nonantième anniversaire. C'est Claude Crickboom, chanteur connu sous le pseudonyme « Didier Vincent » que Juliette Lemaire a choisi pour assurer la formation de Jérôme à la direction et l'intermittence en attendant la majorité de celui-ci.
En 2008, un second litige apparait car Michel Depas décide d'attaquer le bail, jugeant ridicule le prix de location. Ce loyer avait été instauré par Juliette Lemaire. Celle-ci était soucieuse de la survie à long terme du Trocadéro en tant qu'institution culturelle liégeoise et savait qu'un loyer supérieur mettrait en péril les activités du théâtre.

### Actuellement
Depuis 2012, Jérôme Depas a repris les rênes et, depuis lors, est à la tête de la SPRL Trocadéro. Il est âgé de vingt ans et honore de ce fait le souhait de sa grand-mère.
À ses côtés, se tient sa mère, Marion Deprez, qui assure la pérennisation de la revue. Chorégraphe au Trocadéro, elle a été formée à l'écriture de la revue par Emile Sullon et Juliette Lemaire.
L'un des grands objectifs de Jérôme Depas consiste à pérenniser la seule revue existante, à ce jour, en Belgique et à ouvrir les horizons du théâtre à tous les publics.Depuis trois ans, il offre un souffle nouveau aux revues mais aussi en accueillant un bon nombre de spectacles d'humoristes et de concerts tels que Jérôme de Warzée, Nawell Madani, François Pirette, Chantal Ladesou, Norman Thavaud, Mathieu Madénian, Beverly Jo Scott... Même Gad Elmaleh est venu sur scène lors du spectacle de Patrick Timsit en septembre 2014.
En raison de l'augmentation du loyer du bâtiment demandé par la société propriétaire la SPRL Théâtre du Trocadéro, est déclarée en faillite en janvier 2015.
Après de multiples offres d'achat tant du bâtiment que du fonds de commerce auprès de la curatelle, c'est finalement Michel Depas qui créa  la société Troca Production SPRL et qui tente de relancer cette salle appartenant à sa famille depuis 1960.
Pendant la saison  2015-2016, le Trocadéro  fête son centième anniversaire. La revue de cette saison porte le nom de « RENAI..100..CE ».
Le succès est au rendez-vous ; le journal La Meuse dans son édition du 30 décembre 2015 reprend dans sa page « Les 12 événements de Liège 2015 à retenir » et, en première position, est mentionnée  « Le Troca, de l'enfer au paradis.... ».
La saison 2016-2017 se construit avec pas moins de 65 dates programmées.

## Façade
La façade de style typiquement Art Déco fut réalisée d'après les plans de l'architecte Maurice Devignée après l'incendie de 1926.Sur la façade, au niveau du premier étage, deux loggias en avant-corps sont soutenues par des sculptures. Ces sculptures représentent un homme jambes croisées soutenant les loggias sur leur dos, qui aurait pour nom, selon la légende, Francis.

## La salle du Trocadéro
Surnommée la bonbonnière de la rue Lulay, la salle est entièrement décorée de velours rouge et de la peinture à la feuille d'or. Le Trocadéro est un véritable théâtre à l'italienne en miniature. Il peut cependant accueillir près de 650 spectateurs. Le théâtre a la particularité de se situer en plein centre ville de la cité ardente.
Par arrêté ministériel du 16 février 2009, certaines parties de ce théâtre ont été classées :  la façade à rue - à l’exception du rez-de-chaussée, la totalité des toitures y compris la charpente métallique, la salle de spectacle à ossature métallique - à l’exception des sièges.
De la sorte, l'activité artistique du lieu est garantie. Il ne sera donc pas possible, quoi qu'il arrive, de vendre l'endroit et de réaffecter les lieux à une activité commerciale.

## Les revues de ces dernières années
Toujours dans l’esprit et la tradition des revues liégeoises, le Trocadéro propose un spectacle grandiose et unique : aux frontières du music-hall et du cabaret, la revue propose un mélange d'humour et de séduction. Des artistes, des strass, des plumes et des paillettes.
- Saison 2012-2013 : Y a... dans l'air, Magique, A vos marques
- Saison 2013-2014 : Coup de ballet, C'est trop chic, Quel cinéma
- Saison 2014-2015 : C'est ça, la revue !